# The Free Dictionary
The Free Dictionary é um dicionário e enciclopédia online estadunidense que junta informações de várias fontes. O site está disponível em catorze línguas.

## História e recepção
The Free Dictionary foi lançado em 2005 pela Farlex. No mesmo ano, o site foi incluído na lista "Melhore Seu Navegador" (em inglês: Make Your Browser Better) da PC Magazine. Também foi mencionado por The Washington Post, que o criticou pela quantidade de anúncios.

## Contéudo
O site compila as informações de dicionários como The American Heritage Dictionary of the English Language, o Collins English Dictionary; Enciclopédias como a Columbia Encyclopedia, a Computer Desktop Encyclopedia, a Hutchinson Encyclopedia, e a Wikipédia; Publicadoras de livros como McGraw-Hill, Houghton Mifflin, HarperCollins, junto, além do banco de dados Acronym Finder, vários dicionários de finanças, dicionários jurídicos, e outros tipos de conteúdo.
No site, é possível clicar em qualquer palavra para pesquisa-lá no dicionário. O site tem seções como Spelling Bee, Word Pronunciation, My Word List, e Match Up.
Também está disponível como um aplicativo para celular intitulado “The Free Dictionary by Farlex”.

## Farlex
O site está sob o domínio da Farlex Inc, localizada em Huntingdon Valley, Pensilvânia.
Outros sites relacionados a The Free Dictionary e sobre o domínio da Farlex incluem:
- The Free Library, uma coleção de obras literárias.
- Definition-Of, um dicionário de gírias.
- The Free Thesaurus, dicionário de sinônimos, antônimos e palavras relacionadas.